# Forêt méditerranéenne (association)
Créée en 1978 au Tholonet (Bouches-du-Rhône), l’association Forêt Méditerranéenne a pour objectif de faciliter l’échange de connaissances et d’expériences entre les personnes qui s’intéressent aux espaces naturels et forestiers se développant sous un climat méditerranéen.

## Contexte

### Climats méditerranéens
Ceux-ci sont caractérisés par deux saisons distinctes : l’une, autour de l’hiver, froide et humide et l’autre, autour du printemps et de l’été, chaude et sèche. Ceci a pour effet premier que les plantes ne disposent pas toujours suffisamment d’eau durant les périodes chaudes et ensoleillées pour s’alimenter et végéter sans contraintes. Les climats méditerranéens peuvent se classer selon un ordre d’aridité croissante, depuis le climat humide, que l’on rencontre dans les arrière-pays des rives nord de la Méditerranée, jusqu’à l’hyper aride, que l’on trouve au Nord du Sahara  ou aux bords des déserts du Mexique, du Chili ou d’Australie.  On trouve également des forêts méditerranéennes en montagne, sous un climat qualifié d’oroméditerranéen.  

### Histoire
En Europe, les formations méditerranéennes se sont établies à  l’Holocène, fin du Pliocène, à la suite de la dernière grande glaciation, il y a 10 à 12 000 ans, sur des territoires s’étendant de la mer aux montagnes sud-européennes ou anatoliennes, orientés globalement est-ouest et fractionnés en de nombreux bassins et vallées. Sur la rive sud, les limites sont  les systèmes désertiques. Ceci a eu pour effet de créer des milieux séparés les uns des autres, comme d’ailleurs les îles, favorables aux plus grandes individualisations et  à la présence de nombreux endémismes. Les sociétés humaines modernes se sont sédentarisées dans ces territoires en même temps et ont également contribué à la spécification des écosystèmes. Cette spécificité  historique des écosystèmes en a fait des milieux extrêmement résilients, capables de se régénérer après les essartages, les défrichements, les incendies et même l’érosion. Les hommes ont d’ailleurs su accompagner cette résilience au cours de l’histoire.

### Végétation
Dans ces territoires, la végétation connaît une variété remarquable, liée également à la convergence vers la Méditerranée de trois continents, de leurs faunes et de leurs flores ainsi que de leurs civilisations. La multiplicité des climats et des territoires explique que l’on puisse trouver en région méditerranéenne aussi bien les arbustes du désert tels que  le jujubier (Zizyphus lotus) au Maghreb que des arbres de haute tige comme le mélèze (Larix decidua)  ou des buissons comme le chêne kermès (Quercus coccifera) en Europe du sud et de grands arbres tels le hêtre (Fagus sylvatica) dans les moyennes montagnes. 

### Faune
La faune méditerranéenne s’est appauvrie durant l’histoire : elle a connu tigres et lions, autruches et éléphants, et de nos jours outre les grands animaux ubiquistes, elle recèle une très grande variété d’espèces terrestres  (petits mammifères, chiroptères, tortues, amphibiens, reptiles) et d’oiseaux sédentaires  et demeure un haut lieu de transit des migrations aviaires. Les espaces naturels et forestiers méditerranéens sont, par leur variété même, les garants de cette diversité qui, par ailleurs, bénéficie des modes de vie des animaux. Mais les animaux domestiques tiennent aussi  une place majeure dans les systèmes agro-sylvo-pastoraux, et l’activité agricole  ne saurait être décrite sans référence à l’élevage des caprins, ovins, équins  et bovins, dont la présence influe de manière importante sur l’état et le dynamisme des écosystèmes.

### Système agro-sylvo-pastoral
Cette notion a été conçue par Georges Kunholtz-Lordat pour la région méditerranéenne. On peut aujourd’hui rajouter l’urbs (la ville) à l’ager (le champ), au saltus (le parcours) et à la silva (la forêt) tant les sociétés ont connu, sur tout le pourtour de la Méditerranée, une métropolisation explosive depuis le milieu du XXe siècle et une évolution notable de la déruralisation des territoires.

### Sylviculture
Dans les régions méditerranéennes, a été pratiquée une sylviculture qui n’avait guère à voir avec celles pratiquées en Europe du centre et du nord : c’était une sylviculture d’usage où les paysans recherchaient de quoi construire ou réparer leurs bâtiments, fabriquer leurs meubles, leurs véhicules, leurs outils et de quoi se chauffer, forger et transformer leurs productions.  La  structure des peuplements qui en a découlé ainsi que leur faible productivité liée au climat, se prête assez peu au développement des standards nationaux ou européens établis ailleurs. Et la plupart des propriétaires des bois et des forêts, qu’ils soient publics (État et collectivités locales), ou privés ne réussissent pas plus à transposer les standards importés, qu’à concevoir une nouvelle sylviculture convenant  à leur territoire et ne pouvant atteindre qu’exceptionnellement une production ligneuse rémunératrice.[réf. nécessaire]

### Définition
Ces considérations ont peu à peu conduit l’association Forêt Méditerranéenne à utiliser une définition de la forêt, qui diffère de la définition universelle, appelant forêt les terrains soumis à la plus faible pression anthropique et qui, de ce fait, sont appelés à se couvrir de végétation. Ainsi, les calanques de Marseille, comme les éboulis de l’Isoard (Hautes-Alpes) sont considérés comme des territoires forestiers pour l’association.
Dans de grandes régions du monde, comme les régions intertropicales ou les grands espaces septentrionaux, on trouve des formations forestières continues sur des millions d’hectares. En régions méditerranéennes, la structure territoriale, sociétale et écologique des forêts implique une approche particulière des mesures de protection : dispersion et résilience impliquent, comme pour la sylviculture, des approches qui ne peuvent se contenter d’imiter ce qui s’opère en Amazonie ou en Sibérie. C’est pourquoi, dans les pays du sud de l’Union européenne on constate une extrême présence de territoires protégés, parcs nationaux ou régionaux, réserves de la biosphère ou locales, paysages classés.

### Risque incendie
Le climat et les systèmes végétaux qui lui sont subordonnés ont conduit à une sélection des végétaux adaptés à l’aridité et à la sécheresse estivale, facilement combustibles et inflammables. Les facteurs de risque sont : le climat chaud, les vents (mistral ou tramontane), la fréquentation touristique amenant des populations moins averties sur ce sujet, la réduction du bétail broutant les herbes folles et les arbustes, et le manque d’entretien.  Malgré les progrès techniques accomplis au cours de cinquante dernières années  dans la prévention et la lutte contre les incendies, ce risque demeure majeur,.

## Association consacrée aux forêts méditerranéennes
Face à cette situation, il a été décidé dès 1978, de créer une association consacrée à la prise en compte particulière de la forêt méditerranéenne, à une époque où :
- les techniques mises en œuvre en forêt dans les territoires sous administration française d’Afrique du nord qui venaient d’accéder à l’indépendance, étaient encore portées par les mêmes techniciens ;
- le Ministère de l’environnement français venait d’être créé mais ne disposait pas encore d’une administration  active dans les régions ;
- la décentralisation  n’avait pas encore eu lieu et les Collectivités territoriales ne disposaient pas de pouvoir exécutif ;
- les associations de protection de la nature  étaient en tout petit nombre ;
- la modernisation des territoires, la déprise rurale et la métropolisation commençaient à marquer fortement les territoires.

Ainsi des acteurs divers, de la forêt, de l’Université, des milieux professionnels du bois ou de l’aménagement du territoire, ont conçu cette association, avec pour objectif de favoriser les échanges d’expériences, de connaissances et de préoccupations liées aux forêts méditerranéennes françaises.

## Actions

### La revue «Forêt méditerranéenne»
Dès 1979 est éditée une revue éponyme, reprenant les objectifs de la revue « Silva mediterranea », éditée avant 1939 par l’association internationale éponyme, créée en 1912 par un ingénieur forestier français  Robert Hickel, et ceux plus français de la revue « Le chêne », dont les quelques numéros sont parus avant 1940. Depuis sa création, Forêt méditerranéenne a publié 120 numéros, accessibles sur le site de l'association. Elle demeure la seule revue au monde consacrée à la forêt méditerranéenne.

### Le journal «La feuille et l’aiguille»
Chaque trimestre l’Association publie un journal, La feuille et l’aiguille, et le diffuse à quelques milliers d'exemplaires.

### Rencontres de la forêt méditerranéenne et voyages d'études
Depuis 1982, l’association Forêt méditerranéenne organise des manifestations dont des éditions de « Foresterranée », rencontres triennales  destinées à faire l’état de l’art dans un domaine général concernant les territoires forestiers et 33 autres manifestations plus spécialisées sur des thèmes  qui s’imposent, tels le pin d’Alep, le changement climatique, la faune sauvage, etc. Elle organise aussi des voyages d’études.

### Renforcement des compétences des régions et lois sur la biodiversité et l'évolution de l'agriculture
L'association s'attache à suivre la manière dont les forêts méditerranéennes sont  prises en compte par les institutions régionales  et par les différents groupes d’intérêt, après la promulgation des lois :
- loi   n° 2014-1170 du 13 octobre 2014 d'avenir pour l'agriculture, l'alimentation et la forêt,
- loi  n° 2015-991 du 7 août 2015 portant nouvelle organisation territoriale de la République,
- loi n° 2016-1087 du 8 août 2016 pour la reconquête de la biodiversité, de la nature et des paysages,